# Orvar Trolle
Nils Orvar Trolle (ur. 4 kwietnia 1900 w Malmö, zm. 7 marca 1971 w Blikstorp) – szwedzki pływak, medalista Letnich Igrzysk Olimpijskich 1924 w Paryżu.

## Kariera sportowa
Zdobył brązowy medal olimpijski na dystansie 4 × 200 metrów stylem dowolnym wraz z Arne Borgiem, Åke Borgiem i George’em Wernerem. Wziął udział również w wyścigu na 100 metrów stylem dowolnym, w którym odpadł w półfinałach.
Podczas igrzysk olimpijskich 1920 w sztafecie 4 × 200 m stylem dowolnym zajął 4. miejsce. Na dystansie 100 m stylem dowolnym odpadł w ćwierćfinałach.